# Clytus auripilis
Clytus auripilis là một loài bọ cánh cứng trong họ Cerambycidae.